# Atlas BKK

Logo

Die Atlas BKK war eine Bremer Krankenkasse. Durch Fusion mit der BKK Ahlmann zum 1. Januar 2010 entstand die neue Krankenkasse Atlas BKK Ahlmann. Diese fusionierte im Januar 2021 mit der Schwenninger Krankenkasse zur jetzigen Vivida BKK.

## Struktur
Zum Zeitpunkt der Fusion beschäftigte die Atlas BKK 50 Mitarbeiter, die ca. 30.000 Versicherte betreute. Die Hauptverwaltung in Bremen war die einzige Niederlassung.

## Geschichte
Die Wurzeln der Atlas BKK reichen zurück bis ins Jahr 1912. Am 1. Dezember nahm in Bremen die „Betriebskrankenkasse der Atlas-Werke“ ihre Arbeit auf. Bei ihrer Gründung zählte die Kasse 800 Mitglieder, die Beiträge beliefen sich auf 4–19 Pfennig am Tag. Zwei Drittel der Beiträge mussten die Arbeiter tragen.
Die Atlas BKK war mit der Wirtschaft in und um Bremen stark verbunden. Dies rührte auch von verschiedenen Verschmelzungsprozessen her, in deren Rahmen die Atlas-Werke aus dem Unternehmensverbund Stinnes oHG (Vergleichsantrag vom 15. Oktober 1963) in anderen Firmen aufgingen: KRUPP übernahm den Teil Atlas Elektronik GmbH in Bremen-Sebaldsbrück, die Spinnbau GmbH in Bremen-Farge, die MaK Maschinenbau in Kiel. Krupp stieß diese Beteiligungen im Zuge einer Interessenvereinigung wieder ab und die Unternehmen gingen in den Verbund der Bremer Vulkan AG (Konkurs per 1. Mai 1996) über. Bis April 2003 hieß die Atlas BKK noch BKK STN Atlas Elektronik.